# Буряк, Юрий Григорьевич
Юрий Григорьевич Буря́к (р. 1951) — советский и украинский поэт, переводчик, искусствовед и издатель.

## Биография
Родился 24 марта 1951 года в Днепропетровске. Окончил филологический факультет ДГУ.
Член НСПУ (1984).
Представитель литературного поколения «семидесятников». Автор ряда поэтических сборников, среди которых «Токи», «Брук», «Tabula rasa», «Орёл», «Амальгама», «Круг вокруг», «Не мёртвое море» и др.
Перевёл на украинский язык древнебулгарские эпосы Кул-Гали «Легенда о Юсуфе» (XIII век), Шамси Башту «Легенда о дочери Шана» (IX век), польских классицистов Станислава Трембецкого и Яна Бровинского, поэзии Ф. И. Тютчева, Б. Л. Пастернака и О. Э. Мандельштама, Эзры Паунда, Константиноса Кавафиса, И. А. Бродского, современных английских поэтов, в частности Фиону Сэмпсон.
Поэмы Буряка выходили в переводах на русском, чешском, литовском, венгерском, азербайджанском, грузинском, татарском, английском языках.
С 2007 года — директор издательства НСПУ «Украинский писатель».
С 1991 года — основатель и главный редактор альманаха «Хроника-2000» и серии книжных памятников «Украинские пропилеи», «Ad fontes», «In corpore» и «Свет мировоззрения».

## Награды и премии
- Национальная премия Украины имени Тараса Шевченко (2015) — за книгу стихов «Не мёртвое море»[1].
- Премии имени П. Усенко, И. Огиенко, Е. Плужника, В. Н. Сосюры, Д. Нитченко, Б. Нечерды.